# Ценевредо
Ценевредо (італ. Zenevredo) — муніципалітет в Італії, у регіоні Ломбардія, провінція Павія.
Ценевредо розташоване на відстані близько 440 км на північний захід від Рима, 50 км на південь від Мілана, 21 км на південний схід від Павії.
Населення — 482 особи (2014).

## Демографія
Населення за роками:

Станом на 1 січня 2023 року в муніципалітеті офіційно проживали 34 іноземці з 6 країн, серед них 25 громадян країн Євросоюзу.

## Сусідні муніципалітети
- Арена-По
- Бознаско
- Монту-Беккарія
- Страделла